# Trinitario (Kakao)
Trinitario ist eine Varietät des Kakaobaumes (Theobroma cacao) und stellt einen wichtigen Grundtyp der Kakaosorten dar. Namensgebend ist die Insel Trinidad, auf der der Trinitario seinen Ursprung hat. Dort wurde Kakao des Typs Criollo kultiviert, bis 1727 ein Großteil der Bestände durch eine Naturkatastrophe vernichtet wurde. Die Plantagen wurden mit Forastero-Kakao aus dem Osten Venezuelas aufgeforstet, so dass durch natürliche Hybridisierung aus den verbliebenen Criollos und den eingeführten Forasteros der Trinitario entstand. Trinitarios kombinieren teilweise die Resistenz-Eigenschaften des Forastero mit den angenehmen geschmacklichen Eigenschaften des Criollo. Sie haben einen kräftigen Kakaogeschmack und können ausdrucksstarke Aromen hervorbringen. Der Anteil aller Edelkakaos inklusive Trinitario an der Weltproduktion beträgt rund 5 Prozent.